# Трагедія у Шведському будинку
Траге́дія в Шве́дському буди́нку — смерть 17 норвежців в будинку на Шпіцбергені взимку 1872—1873 років. Тривалий час вважалося, що причиною смерті була цинга, однак дослідження 2008 року показали, що, можливо, загиблі отруїлися свинцем. Будівля, в якій це сталося, є об'єктом культурної спадщини.

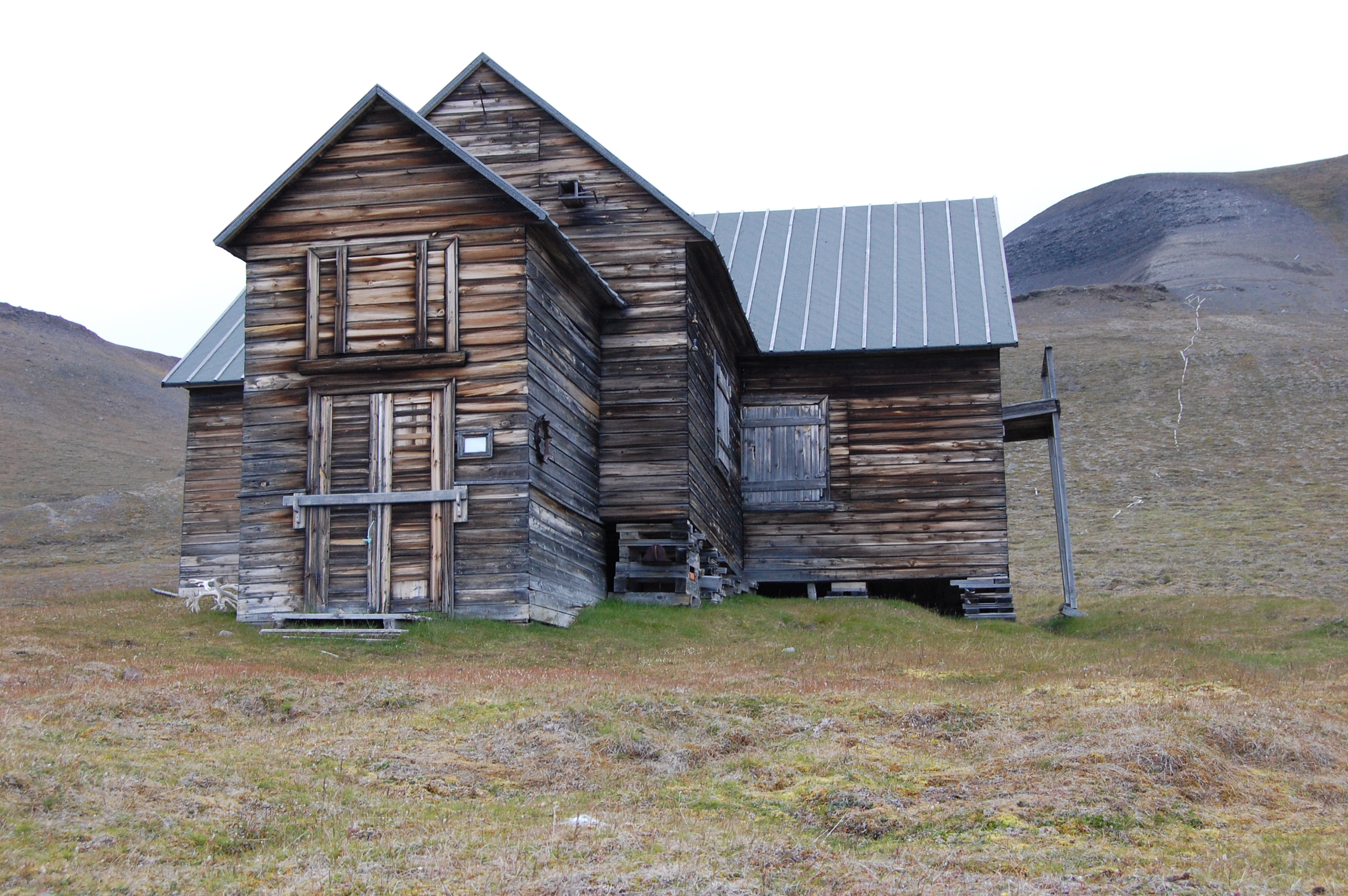
Шведський будинок. 2010 рік

## Трагедія
«Шведський будинок» був збудований на мисі Торсден експедицією шведа Т. Еберга для шахтарів, що мали працювати на фосфоритових родовищах. Однак через поганий стан бухти його не використовували. Восени того ж року шторм заблокував льодами біля берегів Шпіцбергену групу з шести кораблів, що полювали на тюленів. На борту кораблів перебували 59 осіб.
Семеро мисливців, подолавши близько 50 км в льодах, змогли дістатися до фінсько-шведського дослідника Арктики Адольфа Еріка Норденшельда, кораблі якого також були блоковані льодами, і звернулися до нього за допомогою. Норденшельд був змушений облаштовувати зимовище шведського поштового пароплава «Польхем» в умовах дуже обмежених ресурсів. Було вирішено, що частина мисливців вирушить до Шведського будинку, де шахтарі залишили запаси їжі та вугілля. Для цієї подорожі відібрали 17 чоловіків, що не мали сімей. До будинку було 350 км, котрі було подолано за сім днів, і 14 жовтня 1872 року почалася зимівля.

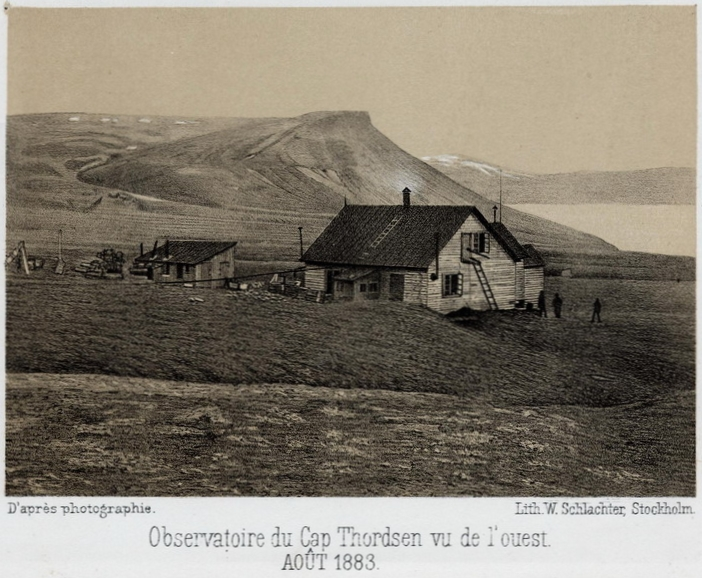
Шведський будинок. 1883 рік

Наступного літа корабель під командуванням Фріца Мака з Тромсе покинув Норвегію, щоб визволити мисливців. Біля будинку рятувальники виявили п'ять загорнутих в брезент тіл. На зачинених дверях висіло попередження не входити всередину будинку. Всередині тіла лежали в кріслах, на ліжках та підлозі. Всього експедиція виявила 15 тіл, які були винесені з дому і поховані разом з ліжками. Ще два тіла були знайдені групою дослідників кількома роками пізніше. Один з мисливців, Карл Албертсон, вів щоденник під час перебування в будинку. Згідно із записами, до настання полярної ночі норвежці полювали на білих ведмедів і північних оленів, а потім стали харчуватися консервами. Першим в листопаді помер Ганс Гансен. До Різдва всі чоловіки були хворі. Останній запис в щоденнику датовано 19 квітня. Вважається, що Албертс помер передостаннім.

## Причини загибелі
Тривалий час вважалося, що смерть настала від цинги — частого в полярних регіонах захворювання, що виникає через брак вітаміну C в організмі. Наявність достатніх запасів палива та їжі виключала смерть від переохолодження чи холоду. Однак ряд фактів свідчив проти цієї гіпотези. По-перше, хвороба розвинулася у всіх загиблих одночасно, що нехарактерно для цинги. По-друге, записи в щоденнику свідчать, що група знала про загрозу цієї хвороби й вживала заходів, щоб її уникнути. Висувалися також припущення про смерть від туберкульозу або ботулізму.
2007 року лікар Ульф Осебе та історик Гьєлл Гьєр запросили дозволу ексгумувати останки загиблих у Шведському будинку, щоб встановити точну причину смерті. Дослідники припустили, що мисливці померли не від цинги, а від отруєння свинцем, який використовували в XIX столітті в швах консервних банок з їжею. Спершу норвезький директорат з культурної спадщини відхилив запит, але після уточнення наукових цілей і методів дослідження дозвіл було видано в липні 2008 року.

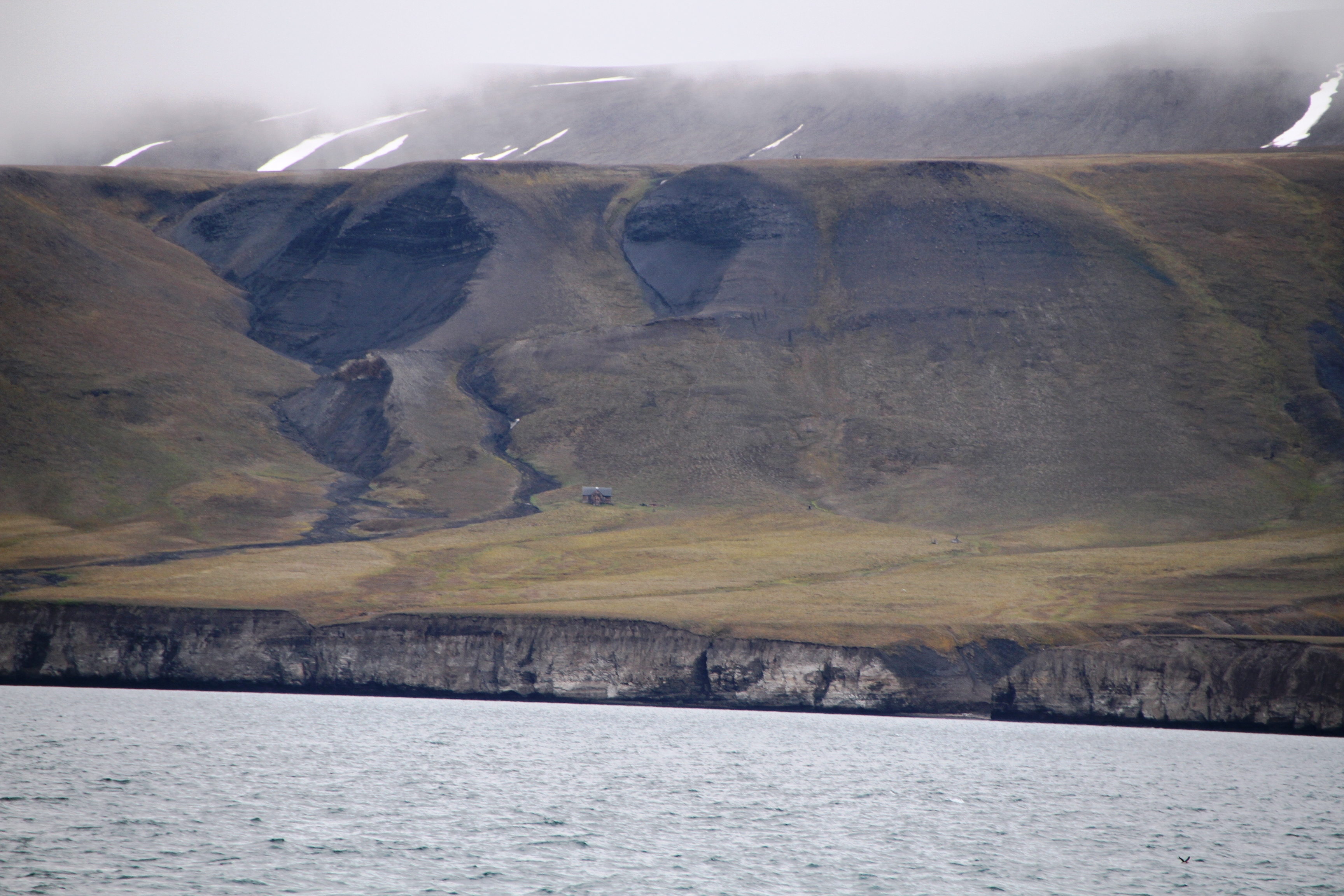
Панорама мису Торсден зі Шведським будинком

Дослідники були на мисі Торсден з 7 по 9 серпня 2008 року. У деяких могилах тіла були виявлені у вічній мерзлоті замороженими разом з ліжками в крижані блоки в такому доброму стані, що їх було вирішено не чіпати. За словами доктора Осебе, це зовсім не скелетовані останки, і отримані дозволи, так само як і етичні домовленості, не дозволяли дослідникам брати проби з цих тіл. Два інших тіла, поховані в неглибокій здвоєній могилі, були повністю скелетовані, і проби були взяті з них. Проби підтвердили гіпотезу дослідників, оскільки кістки містили надзвичайно високу концентрацію свинцю. Більш того, у викинутих мисливцями консервних банках з-під їжі виявилося «так багато свинцю, що він звисав бурульками всередину банок».
Це не єдиний подібний випадок в історії полярних подорожей. Загибель британської арктичної експедиції Джона Франкліна (1845—1847), за однією з версій, також була викликана отруєнням свинцем з бляшанок.

## Подальша доля будівлі
З липня 1882 по вересень 1883 року тут розміщувалась шведська метеорологічна станція. Зараз будинок є найстарішою спорудою на Шпіцбергені та перебуває під охороною як культурна пам'ятка.